# Віймсі (футбольний клуб)
«Віймсі» (ест. Viimsi Jalgpalliklubi) — естонський футбольний клуб з міста Хаабнеме волості Віймсі. Клуб грає в Есіліізі, другому за силою дивізіоні естонського футболу.

## Історія
Футбольний клуб «Віймсі» був заснований у 2016 році в результаті об'єднання клубу «ХЮЙК Еммасте», заснованого у 2000 році, який представляв острів Гіюмаа, та клубу «Віймсі МРЙК», що спеціалізувався на молодіжному футболі та був заснований у 2007 році Мартіном Реймом. Новий клуб успадкував місце «Еммасте» в лізі та більшість старших гравців, тоді як молодих гравців, керівництво та стадіон надав МРЙК.
У 2021 році «Віймсі» посів перше місце в Есіліїзі B та вийшов до Есілііги, другого за силою дивізіону естонського футболу. Після другого місця в сезоні 2023 року клуб зустрівся з «Таммека» у плей-оф за підвищення до вищого дивізіону, але програв за сумою двох матчів 1–6. «Віймсі» дійшов до півфіналу Кубка Естонії 2023—2024 років, де програв майбутнім переможцям «ФКІ Левадія» з рахунком 0–1 після додаткового часу. «Віймсі» завершив сезон ліги 2024 року знову на другому місці та зустрівся з талліннським «Калевом» у плей-оф за підвищення, програвши з мінімальним рахунком за сумою двох матчів 1–2 після додаткового часу.